# Марија Бојовић (сликарка)
Марија Бојовић (Београд, 1979) је српска сликарка.

## Биографија
Рођена је 1979. године у Београду. Дипломирала је на Факултету ликовних уметности Универзитета уметности у Београду 2003. и магистрирала 2007. у класи професора Јована Сивачког. Члан је Удружења ликовних уметника Србије од 2004. године, има статус самосталног уметника. Радила је у Управном одбору УЛУС-а 2009—2010. Излагала је на преко двадесет колективних изложби у земљи и иностранству. Изложба у Галерији УЛУС је њено десето самостално излагање. Добитник је награде за портрет „Ђорђе Бошан” током студија. Бави се иконописом и илустровањем књига. Самостално је излагала цртеже у галерији Факултета ликовних уметности Универзитета уметности у Београду 2004, галерији Задужбине Илије М. Коларца 2005, магистарској изложби слика у галерији Факултета ликовних уметности Универзитета уметности у Београду 2007, изложби цртежа, слика и икона у Народном музеју у Пожаревцу, изложби слика у Модерној галерији Народног музеја Крагујевца и изложби цртежа, слика и икона „Кратка историја Вечности” у галерији „Икар” Клуба ваздухопловства Војске Србије 2008, изложби слика у Галерији савремене ликовне уметности Ниш 2009, Градској галерија „Мостови Балкана” у Крагујевцу 2012. и галерији Центра за културу Деспотовац 2017. године.